# Laia Pèlach i Saget
Laia Pèlach i Saget (Girona, 1980) és una política catalana diplomada en Educació social i llicenciada en Sociologia. Des del 2019 és regidora de Guanyem Girona a l'Ajuntament de Girona. De 2015 a 2019 va ser regidora de la CUP-Crida per Girona a la mateixa ciutat. Va ser la cap de llista de la candidatura CUP-Crida per Girona a les eleccions municipals del 24 de maig de 2015, amb Lluc Salellas de segon.